# The Best of Guided By Voices: Human Amusements at Hourly Rates
| Recensione    | Giudizio |
| ------------- | -------- |
| Pitchfork     | [ 1 ]    |
| All Music     | [ 2 ]    |
| Rolling Stone | [ 3 ]    |

The Best of Guided By Voices: Human Amusements at Hourly Rates è un album antologico del gruppo musicale statunitense Guided by Voices, pubblicato nel 2003 dalla Matador Records; la raccolta comprende brani tratti dagli album pubblicati dal 1987 al 2003. L'album venne contemporaneamente pubblicato all'interno del box set Hardcore UFOs. Il titolo è tratto dal brano "In Stitches" contenuto nell'album Do the Collapse del 1999.

## Tracce
Testi e musiche di Robert Pollard eccetto dove indicato.
1. A Salty Salute – 1:29 (Pollard + Tobin Sprout) – Alien Lanes (1995)
2. Things I Will Keep – 2:26 – Do the Collapse (1999)
3. Everywhere With Helicopter – 2:38 – Universal Truths and Cycles (2002)
4. I Am A Tree – 4:40 (Doug Gillard) – Mag Earwhig! (1997)
5. My Kind of Soldier – 2:36 – Earthquake Glue (2003)
6. 14 Cheerleader Coldfront – 1:31 (Pollard + Sprout) – Propeller (1992)
7. Twilight Campfighter – 3:08 – Isolation Drills (2001)
8. Echos Myron – 2:38 – Bee Thousand (1994)
9. Learning To Hunt – 2:25 – Mag Earwhig! (1997)
10. Bulldog Skin – 3:00 – Mag Earwhig! (1997)
11. Captain's Dead – 2:01 – Devil Between My Toes (1987)
12. Tractor Rape Chain – 3:04 – Bee Thousand (1994)
13. Game of Pricks – 2:15 – Tigerbomb (1995)
14. To Remake The Young Flyer – 1:44 (Sprout) – Under the Bushes Under the Stars (1996)
15. Hit – 0:23 – Alien Lanes (1995)
16. Glad Girls – 3:49 – Isolation Drills (2001)
17. Drinker's Peace – 1:51 – Same Place the Fly Got Smashed (1990)
18. Surgical Focus – 3:47 – Do the Collapse (1999)
19. Cut-Out Witch – 3:06 – Under the Bushes Under the Stars (1996)
20. The Best of Jill Hives – 2:39 – Earthquake Glue (2003)
21. Hot Freaks – 1:43 (Pollard + Sprout) – Bee Thousand (1994)
22. Shocker in Gloomtown – 1:26 – The Grand Hour (1993)
23. Chasing Heather Crazy – 2:53 – Isolation Drills (2001)
24. My Valuable Hunting Knife – 2:01 – Alien Lanes (1995)
25. The Official Ironmen Rally Song – 2:49 – Under the Bushes Under the Stars (1996)
26. Non-Absorbing – 1:35 – Vampire on Titus (1993)
27. Motor Away – 2:16 (Pollard + Sprout) – Single (1995)
28. Teenage FBI – 1:38 – Wish in One Hand... (1997)
29. Watch Me Jumpstart – 2:25 – Alien Lanes (1995)
30. Exit Flagger – 2:19 – Propeller (1992)
31. Back to the Lake – 2:34 – Universal Truths and Cycles (2002)
32. I Am A Scientist – 2:24 – Bee Thousand (1994)

Durata totale: 77:13